# ¿Dónde estarás?
«¿Dónde estarás?» es una canción grabada por el cantante mexicano Raymix. La canción fue escrita por el mismo. Fue lanzada en 2018 y se trata de uno de los sencillos promocionales de su primer álbum de estudio Oye mujer. El sencillo alcanzó el lugar número 3 en las listas del Regional Mexican Airplay  del Billboard. La canción fue certificada doble multiplatino por la RIAA, y disco de platino por AMPROFON.

## Video musical
El video oficial de «¿Dónde estarás?» fue lanzado el 22 de marzo de 2018, fue producido por Universal Music Latin Entertainment y cuenta con casi 15 millones de reproducciones en Youtube Dos años antes un video lírico fue lanzado el 29 de enero de 2016 y tiene más de 140 millones de reproducciones en la misma plataforma.

## Listas

### Semanales
| País           | Lista                                   | Mejor posición |
| -------------- | --------------------------------------- | -------------- |
| México         | México Popular Airplay (Billboard)      | 21             |
| Estados Unidos | US Hot Latín Songs (Billboard)          | 28             |
| Estados Unidos | US Latín Airplay (Billboard)            | 14             |
| Estados Unidos | US Regional Mexican Airplay (Billboard) | 3              |

## Certificaciones
| País           | Organismo certificador | Certificación   | Ref.  |
| -------------- | ---------------------- | --------------- | ----- |
| México         | AMPROFON               | Platino         | [ 4 ] |
| Estados Unidos | RIAA                   | 2× multiplatino | [ 3 ] |